# Герб Сосенского
Герб городского поселения «Город Со́сенский» Козельского района Калужской области Российской Федерации.
Герб утверждён постановлением № 146 городской Думы муниципального образования «город Сосенский» 12 ноября 2002 года. 
Герб внесён в Государственный геральдический регистр Российской Федерации с присвоением регистрационного номера № 1103.

## Описание герба
«Щит скошен начетверо — первая часть лазоревая, вторая и третья — зелёные, четвертая — пурпурная; поверх деления — два сходящихся вершинами справа и слева узких серебряных стропила и поверх всего — золотая сосна с такими же корнями».

Герб может воспроизводиться в двух равнодопустимых версиях:
— без вольной части;
— с вольной частью — четырехугольником, примыкающим изнутри к верхнему краю герба муниципального образования «город Сосенский» с воспроизведенными в нем фигурами из герба Калужской области.
Версия герба с вольной частью применяется после внесения герба Калужской области в Государственный геральдический регистр Российской Федерации и соответствующего законодательного закрепления порядка включения в гербы муниципальных образований Калужской области вольной части с изображением в ней фигур из герба Калужской области.

## Символика герба
Герб по своему содержанию един и гармоничен. Все фигуры герба отражают исторические, географические и социально-экономические особенности города Сосенского. Современный город Сосенский основан в 50- х годах XX столетия в результате строительства шахт в Подмосковном угольном бассейне.
Нижняя часть герба (пурпурная) показывает, что на территории современного города, бывшего Козельского района, были обнаружены большие запасы бурого каменного угля, что имело большое значение для угледобывающей и углеперерабатывающей отраслей промышленности страны.
Пурпур означает власть, достоинство, славу, почёт, мощь.
Центральная фигура герба — сосна — символизирует жизненную силу, стойкость, непоколебимость, преодоление неблагоприятных обстоятельств. Вместе с тем сосна говорит и о названии города, делая герб «гласным», что в геральдике считается одним из классических приемов создания герба.
Золото символизирует богатство, справедливость, уважение, великодушие.
Геральдические фигуры стропила (наконечники, стрелы) аллегорически показывают, что на территории города работают предприятия, обеспечивающие приборостроительную ракетную отрасли промышленности, космонавтику и выпускающие продукцию оборонного характера.
Серебро в геральдике — символ совершенства, благородства, чистоты, веры, мира.
Лазоревая и зелёные части герба показывают, что город Сосенский расположен в живописнейших местах, на землях лесного государственного фонда, в котором обитают редкие виды животных и птиц.
Лазурь соответствует небу, воздуху и символизирует возвышенные устремления, мышление, искренность.
Зелёный цвет — символ весны, радости, надежды, жизни, природы, а также здоровья.

## История герба
Герб города Сосенский был разработан при содействии Союза геральдистов России.
Авторы герба: идея — Константин Моченов (г. Химки); обоснование символики — Галина Туник (г. Москва), компьютерный дизайн — Юрий Коржик (г. Воронеж).